# 満永ひとみ
満永 ひとみ（みつなが ひとみ、1976年6月3日 - ）は、日本の元女子バレーボール選手である。

## 来歴
長崎県長崎市出身。九州文化学園高校時代は、センタープレーヤーとして春高バレーにおいて1年次ベスト8、2年次準優勝。1994年愛知国体で優勝を経験した。
1995年、ダイエーにセッターとして入団。その後、ライトプレーヤーに転向し、1998年第4回Vリーグではヨーコ・ゼッターランドとツーセッターシステムを組んでリーグ優勝に貢献。新人賞を獲得した。
2005年に現役を引退。
2019年時点では長崎北児童クラブでコーチを務めている。

## プレースタイル
レフトやライトからのオープンスパイクやバックアタックに加え、センターからのクイック・時間差攻撃、ブロード攻撃など多様な攻撃を仕掛けた。セッター経験もあり、二段トスをあげる役目も担った。サーブは最後方より放つため、非常に変化が大きく、相手レシーバーを苦しめた。

## 球歴
- 全日本代表としての主な国際大会出場歴
  - 世界選手権 - 1998年
  - ワールドカップ - 1999年

## 所属チーム
- 長崎市立岩屋中学校
- 九州文化学園高等学校
- ダイエー/オレンジアタッカーズ（1995-2000年）
- 久光製薬スプリングス（2000-2005年）

## 受賞歴
- 1998年 - 第4回Vリーグ 新人賞

## 個人成績
1999年からのVリーグレギュラーラウンドにおける個人成績は下記の通り。
| シーズン  | 所属                 | 出場 | 出場   | アタック | アタック | アタック | アタック | ブロック | ブロック | サーブ | サーブ | サーブ | サーブ | レセプション | レセプション | 総得点 | 備考 |
| --------- | -------------------- | ---- | ------ | -------- | -------- | -------- | -------- | -------- | -------- | ------ | ------ | ------ | ------ | ------------ | ------------ | ------ | ---- |
| シーズン  | 所属                 | 試合 | セット | 打数     | 得点     | 決定率   | 効果率   | 決定     | /set     | 打数   | エース | 得点率 | 効果率 | 受数         | 成功率       | 総得点 | 備考 |
| 1999/2000 | オレンジアタッカーズ | 18   | 71     | 469      | 191      | 40.7%    | %        | 28       | 0.39     | 272    | 5      | 1.84%  | 7.5%   | 298          | 71.8%        | 224    |      |
| 2000/01   | 久光製薬             | 18   | 68     | 395      | 168      | 42.5%    | %        | 41       | 0.60     | 268    | 13     | 4.85%  | 9.5%   | 271          | 74.2%        | 222    |      |
| 2001/02   | 久光製薬             | 16   | 62     | 288      | 130      | 45.1%    | %        | 20       | 0.32     | 188    | 7      | 3.72%  | 9.2%   | 183          | 72.1%        | 157    |      |
| 2002/03   | 久光製薬             | 21   | 78     | 357      | 137      | 38.4%    | %        | 19       | 0.24     | 311    | 10     | 3.22%  | 8.2%   | 347          | 75.5%        | 166    |      |
| 2003/04   | 久光製薬             | 18   | 68     | 240      | 85       | 35.4%    | %        | 28       | 0.41     | 262    | 9      | 3.44%  | 11.2%  | 319          | 62.7%        | 122    |      |
| 通算      | 通算                 | 91   | 347    | 1749     | 711      | 40.7%    | %        | 136      | 0.39     | 1301   | 44     | 3.38%  | 9.1%   | 1418         | 71.2%        | 891    |      |